# Эпизод из жизни сборщика железа
«Эпизод из жизни сборщика железа» (босн. Episode u životu berača željeza) — драматический фильм 2013 года режиссёра Даниса Тановича, снятый в Боснии и Герцеговине в сотрудничестве с Францией, Италией и Словенией.

## Сюжет
Сенада — цыганка и спутница жизни Назифа, сборщика металлолома. Вместе с двумя дочерьми — Сандрой и Семсой — они живут в маленьком домике в одной из боснийских деревень. У семьи Сенады нет средств, чтобы оплачивать счета и содержать квартиру. Назиф везёт беременную жену в больницу с болью в животе. Выясняется, что ребёнок, которого она носит, мёртв и необходима операция. Больница отказывается её делать. Из-за задолженности по платежам дом Сенады и Назифа отключён от электричества. Отчаявшийся Назиф пытается заработать сбором металлолома на операцию для Сенады.
Фильм основан на реальных событиях. Главные роли сыграли непрофессиональные актёры. Фильм снимался в Лукаваце.

## В главных ролях
- Назиф Муич — Назиф
- Сенада Алиманович — Сенада
- Семса Муич — Семса
- Сандра Муич — Сандра

## Награды
Фильм получил двух Серебряных медведей на 63-м Берлинском международном кинофестивале (Гран-при жюри и за лучшую мужскую роль), а также удостоился особого упоминания экуменического жюри. В 2013 году он был удостоен награды Стамбульского кинофестиваля. Фильм также был выдвинут в качестве официального кандидата от Боснии и Герцеговины на премию «Оскар» в категории «Лучший фильм на иностранном языке».